# Hazy Osterwald

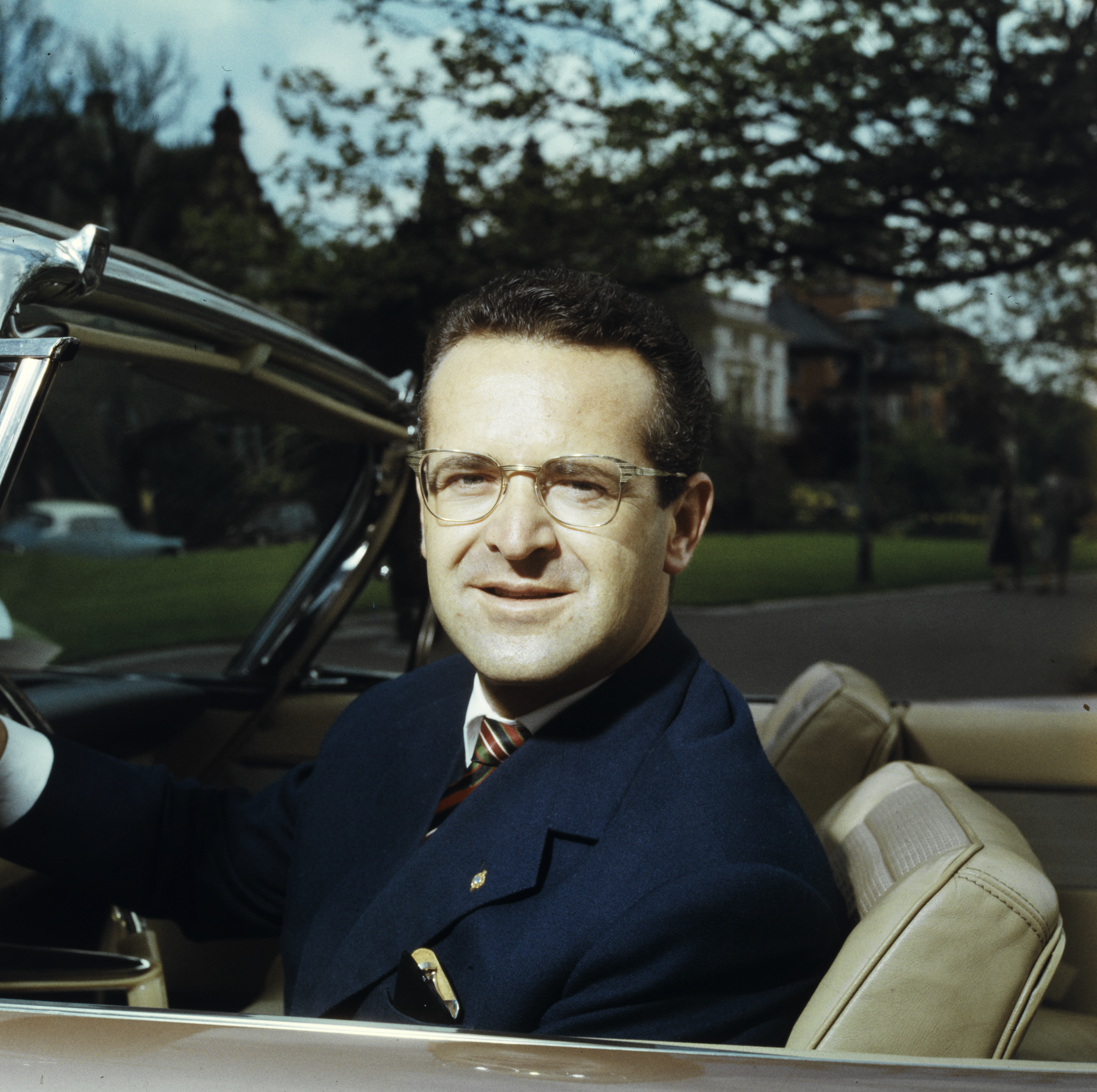
Hazy Osterwald, ca. 1961

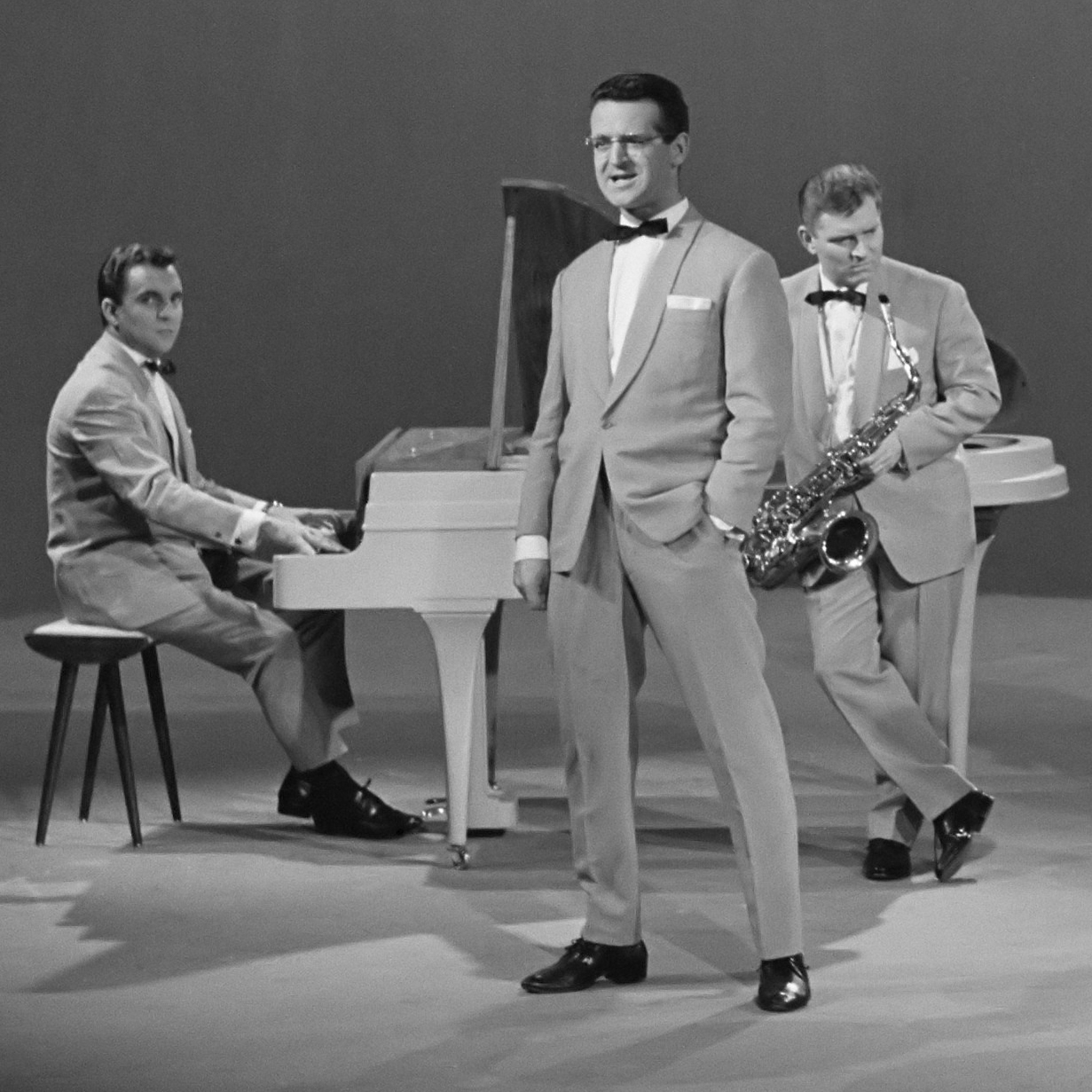
Hazy Osterwald (Mitte), 1961

Hazy Osterwald (eigentlich Rolf Erich Osterwalder; * 18. Februar 1922  in Bern; † 26. Februar 2012 in Luzern) war ein Schweizer Musiker, Sänger und Orchesterleiter.
Zu seinen bekanntesten Stücken gehören der «Kriminal-Tango» und der «Konjunktur-Cha-Cha» («Geh’n Sie mit der Konjunktur»).

## Leben
Osterwald, der Sohn des Fussballnationalspielers und Buchhalters Adolf Osterwalder, der ebenfalls den Spitznamen Hazy trug, und von Martha Frieda Osterwalder (geborene Dier), begeisterte sich als Schüler eher für Fussball und wurde wegen mangelnden Übens vom Klavierunterricht ausgeschlossen. Mitschüler drängten ihn aber dazu, Pianist im Schulorchester zu werden. 1939 wurde er dessen Leiter. Von 1933 bis 1941 besuchte Osterwald das Gymnasium Kirchenfeld in Bern und absolvierte da 1941 die Matur Typus C (heute mathematisch-naturwissenschaftliches Gymnasium). Ab 1940 besuchte er das Konservatorium in Bern und lernte bei Albert Moeschinger Komposition und Theorie, daneben übte er Trompete. 1940, ein Jahr vor seiner Matura, arrangierte er für den Orchesterleiter Teddy Stauffer und andere. 1941 spielte er Trompete in der Band von Fred Böhler, ab 1942 unter dem Künstlernamen «Hazy Osterwald». Bei den «Original Teddies» des Saxophonisten Eddie Brunner, dem Nachfolger Stauffers, spielte er 1944 Klavier und Trompete, gründete aber im gleichen Jahr eine eigene achtköpfige Combo mit der Sängerin Kitty Ramon. Am 1. September 1944 kam das erste Engagement im Dancing Chikito in Bern. Die Erweiterung zur Bigband erwies sich als zu teuer, und so gründete er nach dem Vorbild von Svend Asmussen am 1. Mai 1949 sein Sextett, mit dem er noch im selben Jahr auf dem Festival International 1949 de Jazz in Paris spielte, wo auch Grössen wie Charlie Parker und Sidney Bechet auftraten.

## Hazy-Osterwald-Sextett

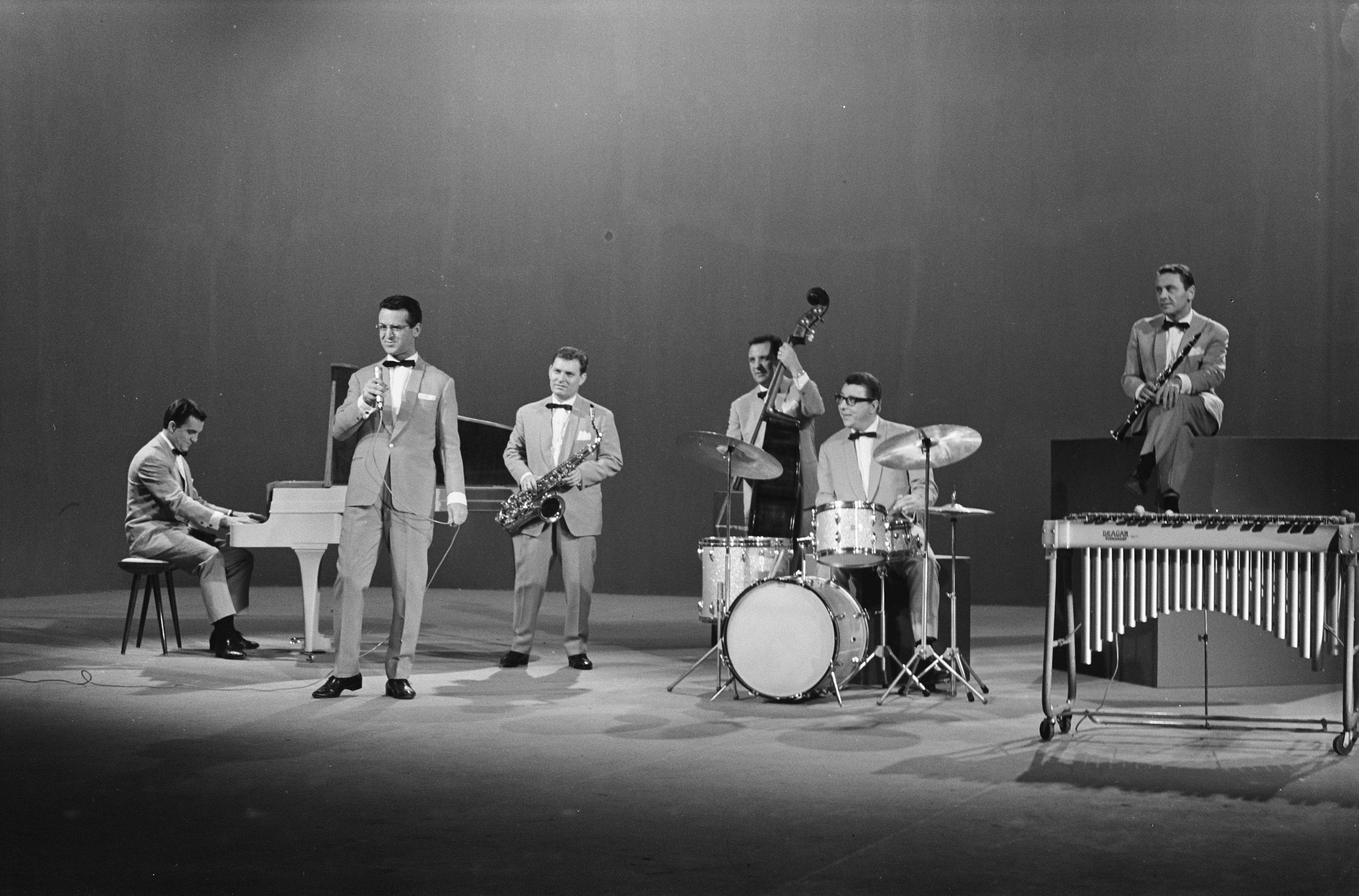
Das Hazy-Osterwald-Sextett, 1961

Nach Auftritten in Europa engagierten 1951 die Amerikaner das Sextett als Hazy Osterwald USO-Show (O für Overseas). Kurz danach wurde 1952 ein Sechs-Monate-Vertrag nach Beverly Hills von der amerikanischen Musikergewerkschaft abgelehnt. Das Sextett konzentrierte sich wieder auf Europa und spielte u. a. in Stockholm, Lissabon und Arosa. Im Jahre 1953 fand die erste deutsche Radioproduktion beim NWDR in Hamburg statt, erste Schallplattenaufnahmen folgten für die österreichische Austroton. 1954 trat das Hazy Osterwald-Sextett im deutschen Fernsehfilm Eine kleine, große Reise auf. 1955 erhielt es einen Schallplattenvertrag bei Polydor und machte Aufnahmen mit den Kölner Produzenten Heinz Gietz und Kurt Feltz. 1957 und 1958 spielten sie im Pariser Olympia vor ausverkauftem Haus.
Zum «Hazy Osterwald-Sextett» gehörten anfangs Ernst Höllerhagen (Klarinette), Sunny Lang (Bass), Gil Cuppini (Schlagzeug), Pierre Cavalli (Gitarre) und Francis Burger (Klavier). Spätere Mitglieder waren u. a. Dennis Armitage (Saxophon), Curt Prina (Klavier), Peter Beil (Trompete), Lars Blach und John Ward (Schlagzeug). Sie waren nicht zuletzt durch ihre witzige Bühnenshow sehr erfolgreich. Über ihre Erfolgsstory wurde 1961 von Franz Josef Gottlieb der Musikfilm Musik ist Trumpf mit Gustav Knuth, Eddi Arent und Peer Schmidt gedreht. Er beruht auf einer 1961 erschienenen Biografie von Walter Grieder. Osterwald fungierte bei dem Sextett in Personalunion als Trompeter, Pianist, Vibraphonist, Bandleader, Komponist, Texter, Choreograf, Arrangeur, Regisseur und Produzent.

## Schallplattenkarriere

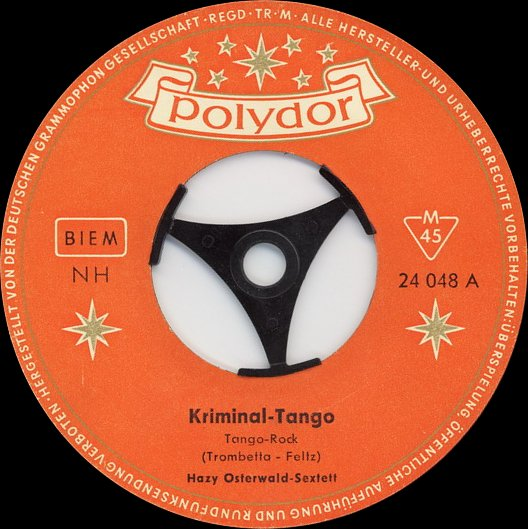
Single Kriminal-Tango, 1959

1957 erschien bei Heliodor eine LP unter dem Titel Das ist Rhythmus. Ihre erste Single bei Polydor erschien im Oktober 1959 und wurde gleich zum Hit: der Kriminal-Tango. Es handelte sich um eine Coverversion des italienischen Originals von Piero Trombetta, der die Musik zu dem italienischen Text Kriminal Tango von Aldo Locatelli schrieb (Columbia SCMQ #1202), erschienen im August 1959. Der deutsche Text wurde nach einigem Widerstand seitens der Band von Kurt Feltz geschrieben und von Heinz Gietz produziert und arrangiert. Während das Original in der italienischen Hitparade einen achten Platz erreichte, kam Osterwalds Version bis auf Rang eins in der schweizerischen, österreichischen und deutschen Hitparade, wo sie für drei Wochen verharrte. Die Single (Polydor #24048), mit Sechs Musikanten auf der B-Seite, wurde in Deutschland 900'000-mal verkauft und setzte insgesamt eine Million Exemplare um. Die Jazzmusiker Dennis Armitage, Werner Dies, Curt Prina und andere waren anfangs der Auffassung, dass der Titel nicht dem Standard der Band entsprach. Vom Arrangement von Heinz Gietz waren sie dann aber überzeugt. Vor allem Schlagzeuger John Ward, der im Lied mehrmals mit der Pistole den Schuss abgeben durfte, «hatte seine helle Freude daran».
Im Februar 1960 folgte der Titel Panoptikum, der jedoch genau wie die dritte Single Konjunktur-Cha-Cha im Februar 1961 nur untere Platzierungen einnahm. In den Vereinigten Staaten kam 1961 der Titel La Pachanga, der in Deutschland als Wieder mal Paschanga (Die Musik aus Caracas) veröffentlicht worden war, auf Platz 87 der Billboard-Charts. Das Hazy Osterwald Sextett begleitete darauf die Sängerin Audrey Arno.

## Fernsehkarriere und spätere Jahre
Dann folgte in der ARD die TV-Show «Lieben Sie Show?» unter der Regie von Michael Pfleghar, die am 24. November 1962 erstmals gesendet wurde und eine der erfolgreichsten internationalen Fernsehshows Deutschlands blieb, die in 35 Ländern ausgestrahlt wurde. Hier wurde Osterwald in einer eigenen Show präsentiert. Die letzte Folge lief am 16. März 1963. Osterwald tourte bis 1979, jetzt unter dem Namen Hazy Osterwald Jetset. Unter anderem waren die Musiker offizielle Band bei den Olympischen Spielen 1972 in München und 1976 in Innsbruck sowie in zahlreichen Fernsehsendungen. Osterwald hatte auf dem Höhepunkt seiner Karriere in den 1970er Jahren einen eigenen Plattenverlag und eine Reihe von Nachtclubs (Hazyland) in der Schweiz, die er aber verkaufen musste, als sich der Publikumsgeschmack (Diskotheken) wandelte. Er legte dann eine Auftrittspause bis 1984 ein und trat danach mit Hazy Osterwald and the Entertainers auch als Vibraphonist auf, wobei er sich wieder mehr dem Jazz zuwandte. Außerdem komponierte er den Song «Mit Musik bin ich niemals allein», welcher von Anetta Philip gesungen wurde, für den Concours Eurovision 1987. 2002 trat er anlässlich seines 80. Geburtstags gemeinsam mit Anna Larsen und John Ward im Zürcher Volkshaus an der Gala «Hazy kommt» auf.
2005 übergab Osterwald einen beträchtlichen Teil seiner privaten Sammlung, darunter Originalpartituren, persönliche Dokumente, Fotos und Konzertmitschnitte, an das Internationale Jazzarchiv in Eisenach.

## Privates

Hazy Osterwald mit seiner ersten Ehefrau Katja und Familie, ca. 1961

Osterwald war dreimal verheiratet: von 1951 bis zu ihrem Tod 1965 mit Käthe Marga Maschetzke, danach ab 1966 mit Ema Damia (die Ehe wurde 1979 geschieden) und seit 1985 mit der Schauspielerin Eleonore Mathilde Schmid. Er war Vater von vier Kindern.
1999 veröffentlichte er seine Autobiografie. Anlässlich seines 90. Geburtstages wurde bekannt, dass er infolge einer seit 1992 bestehenden Parkinson-Krankheit seit geraumer Zeit auf den Rollstuhl angewiesen war. Bis zu seinem Tod im Februar 2012 lebte Hazy Osterwald in Luzern.

## Preise und Auszeichnungen
1974 wurde Osterwald mit dem Prix Walo ausgezeichnet, 2001 mit dem Ehren-Prix-Walo.
Am 27. Juni 2009 erhielt er bei JazzAscona für sein Lebenswerk den Swiss Jazz Lifetime Achievement Award.

## Filmografie (Auswahl)
- 1955: Liebe, Tanz und 1000 Schlager
- 1956: Musikparade
- 1956: Mädchen mit schwachem Gedächtnis
- 1959: Salem Aleikum
- 1960: Schlagerparade 1960
- 1961: Heute gehn wir bummeln
- 1961: Zu jung um blond zu sein
- 1961: Musik ist Trumpf –  Die Hazy Osterwald Story